# Matski distrikt
Matski distrikt (albanski: Rrethi i Matit) je jedan od 36 distrikata u Albaniji, dio Dibërskog okruga. Po procjeni iz 2004. ima oko 98.000 stanovnika, a pokriva područje od 1.028 km². 
Nalazi se u sjevernom središnjem dijelu zemlje, a sjedište mu je grad Burrel. Distrikt se sastoji od sljedećih općina:
- Baz
- Burrel
- Derjan
- Gurrë
- Klos
- Komsi
- Lis
- Macukull
- Rukaj
- Suç
- Ulëz
- Xibër